# Rolando Romero
Rolando Florencio Romero Moreno, detto Rolly (Las Vegas, 14 ottobre 1995), è un pugile statunitense. È l'attuale detentore del titolo WBA dei pesi welter e in passato ha detenuto ad interim il titolo WBA dei pesi leggeri e il titolo WBA dei pesi superleggeri.

## Biografia
Romero nasce a Las Vegas da genitori cubani. Anche il padre Rolando Sr. fu un pugile, vincendo tre volte come dilettante il campionato nazionale cubano.

## Carriera
Debutta tra i professionisti nel 2016 vincendo per ko tecnico alla prima ripresa contro David Courtney.
Vince il titolo vacante WBA dei pesi leggeri nel 2020 sconfiggendo il dominicano Jackson Mariñez.
Subisce la sua prima sconfitta nel maggio del 2022 sotto i colpi del campione regolare del titolo WBA, Gervonta Davis.
Riesce a vincere il titolo WBA dei pesi superleggeri nel 2023 sconfiggendo il venezuelano Ismael Barroso, perdendolo però all'incontro successivo contro il messicano Isaac Cruz.
Il 2 maggio 2025 sfida a Times Square Ryan García in un incontro valido per il titolo vacante WBA dei pesi welter, vincendo per decisione unanime.

## Risultati nel pugilato
| No. | Risultato | Record | Avversario               | Metodo | Round  | Data              | Città         | Note                                                    |
| --- | --------- | ------ | ------------------------ | ------ | ------ | ----------------- | ------------- | ------------------------------------------------------- |
| 19  | Vittoria  | 17–2   | Ryan García              | UD     | 12     | 2 maggio 2025     | New York      | Vince il titolo vacante WBA (Regular) dei pesi welter   |
| 18  | Vittoria  | 16–2   | Manuel Jaimes            | UD     | 10     | 14 settembre 2024 | Paradise      |                                                         |
| 17  | Sconfitta | 15–2   | Isaac Cruz               | TKO    | 8 (12) | 30 marzo 2024     | Paradise      | Perde il titolo WBA dei pesi superleggeri               |
| 16  | Vittoria  | 15–1   | Ismael Barroso           | TKO    | 9 (12) | 13 maggio 2023    | Paradise      | Vince il titolo vacante WBA dei pesi superleggeri       |
| 15  | Sconfitta | 14–1   | Gervonta Davis           | TKO    | 6 (12) | 28 maggio 2022    | New York      | Per il titolo WBA (Regular) dei pesi leggeri            |
| 14  | Vittoria  | 14–0   | Anthony Yigit            | TKO    | 7 (12) | 17 luglio 2021    | San Antonio   |                                                         |
| 13  | Vittoria  | 13–0   | Avery Sparrow            | TKO    | 7 (12) | 23 gennaio 2021   | Montville     |                                                         |
| 12  | Vittoria  | 12–0   | Jackson Maríñez          | UD     | 12     | 15 agosto 2020    | Montville     | Vince il titolo ad interim vacante WBA dei pesi leggeri |
| 11  | Vittoria  | 11–0   | Arturs Ahmetovs          | TKO    | 2 (8)  | 22 febbraio 2020  | Paradise      |                                                         |
| 10  | Vittoria  | 10–0   | Juan Carlos Cordones     | KO     | 1 (6)  | 1 novembre 2019   | Sunrise Manor |                                                         |
| 9   | Vittoria  | 9–0    | Andres Figueroa          | KO     | 4 (6)  | 20 aprile 2019    | Carson        |                                                         |
| 8   | Vittoria  | 8–0    | Nicolas Atilio Velazquez | KO     | 1 (6)  | 9 marzo 2019      | Carson        |                                                         |
| 7   | Vittoria  | 7–0    | Rondale Hubbert          | TKO    | 2 (6)  | 7 dicembre 2018   | Sunrise Manor |                                                         |
| 6   | Vittoria  | 6–0    | Dieumerci Nzau           | KO     | 1 (6)  | 27 ottobre 2018   | Sunrise Manor |                                                         |
| 5   | Vittoria  | 5–0    | Javier Martinez          | UD     | 6      | 3 agosto 2018     | Sunrise Manor |                                                         |
| 4   | Vittoria  | 4–0    | Alex Silva               | TKO    | 1 (4)  | 27 gennaio 2018   | Sunrise Manor |                                                         |
| 3   | Vittoria  | 3–0    | Johnny Estrada           | KO     | 2 (4)  | 21 ottobre 2017   | Sunrise Manor |                                                         |
| 2   | Vittoria  | 2–0    | Adrian Levya             | TKO    | 4 (4)  | 20 maggio 2017    | Laredo        |                                                         |
| 1   | Vittoria  | 1–0    | David Courtney           | TKO    | 1 (4)  | 2 dicembre 2016   | Sunrise Manor |                                                         |